# Жорж-Артюр Ґольдшмідт
Жорж-Артюр Ґольдшмідт, (народився як Юрґен-Артур Ґольдшмідт 2 травня 1928 року в Рейнбеку поблизу Гамбурга) — франко-німецький письменник, есеїст і перекладач. Гольдшмідт проживає в Парижі.

## Біографія

### Сім'я
Юрґен-Артур Ґольдшмідт народився 1928 року в Райнбеку поблизу Гамбурга у родині судді вищого регіонального суду Артура Ґольдшмідта (1873—1947) та Тоні Катаріни-Марії Жанетт Горшиц, яку називали Кітті (9 лютого 1882 року в Касселі — 2 червня 1942 року в Райнбеку поблизу Гамбурга). Його ім'я при народженні було Юрґен-Артур Гольдшмідт.

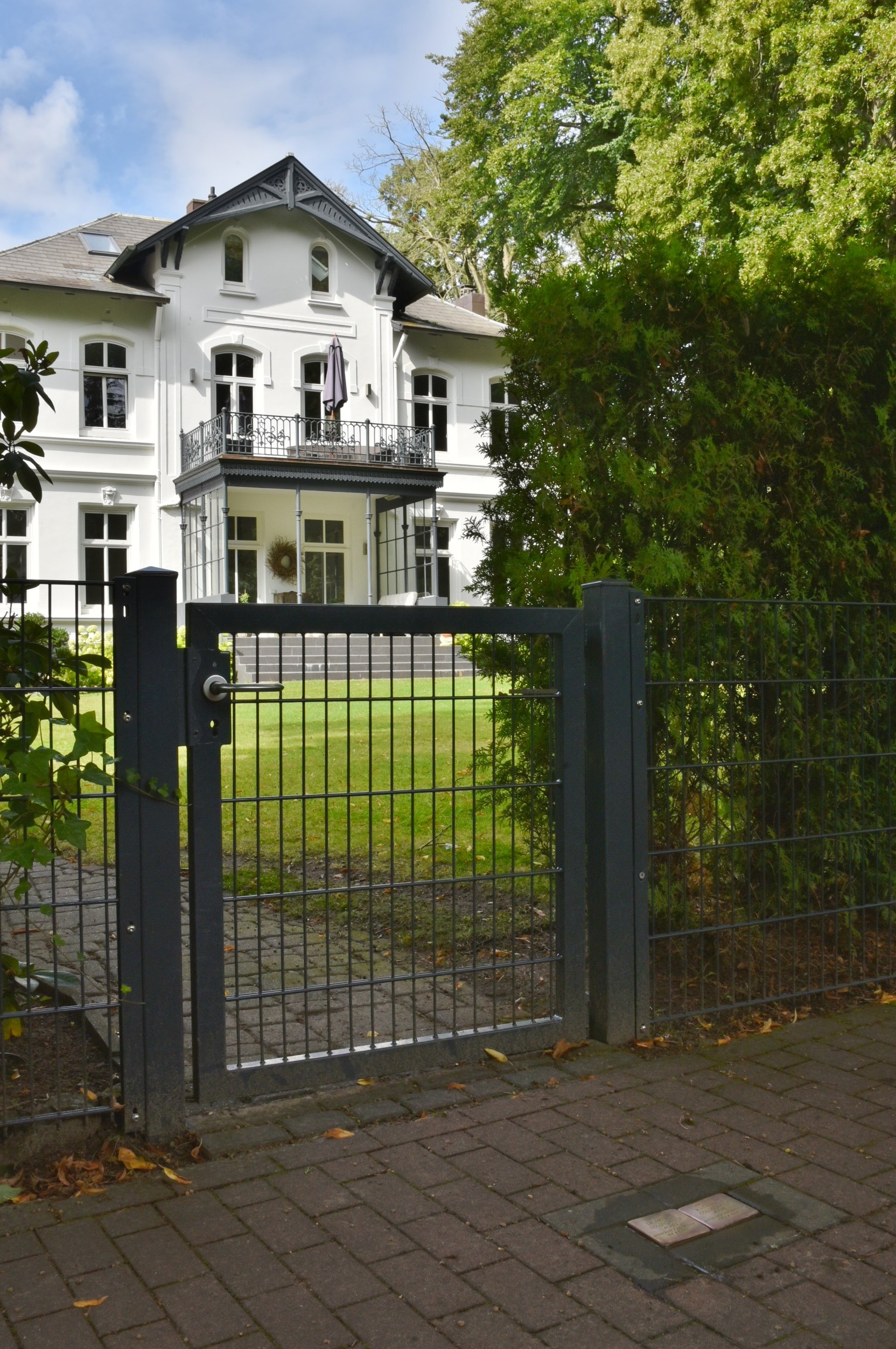
Вілла Гольдшмідта в Рейнбеку, на передньому плані камінь спотикання для батьків

Первісно єврейська родина перейшла в XIX столітті у протестантизм, а Юрґен-Артур вже був хрещений як євангельський лютеранин. Проте перехід до лютеранства не врятував Ґольдшмідтів антисемітських переслідувань в добу націонал-соціалізму. Уже в 1937 році Юрген-Артур був виключений з дитячої церковної служби в Райнбеку як неарієць" місцевим пастором Германом Гартунгом (1904—1990), що любив ходити у своїй військово-морській формі .
Переслідування євреїв у нацистській Німеччині спонукало батьків перевезти Юргена-Артура та його старшого брата Еріха в безпечне місце за кордон у травні 1938 року. Первістка Ільза-Марія (1906—1982) жила спочатку зі своїм чоловіком, філософом Людвігом Ландгребе, у Празі, а потім у Бельгії. Через німецькі напади на обидві держави Ландгребе втратив роботу в університетській сфері; Наприкінці 1940 року подружжя повернулося до Райнбека без грошей; до кінця нацистської доби Ландгребе мусив заробляти на життя некваліфікованою комерційною роботою в Гамбурзі.
Батьки, які залишилися в Райнбеку, були виключені з протестантської церкви в лютому 1942 року. Пастор Райнбека Герман Гартунг відмовився дати «останнє благословення як сестри у вірі» матері Юргена-Артура, яка померла в 1942 році, оскільки вона була «неарійською християнкою». Батько був ув'язнений; він пережив інтернування в гетто Терезієнштадт і помер у 1947 році під час церемонії відкриття центру освіти для дорослих у Райнбеку, співзасновником якого був.
Брат Юрґена-Артура Еріх залишився у Франції і спочатку вступив до юридичної школи в Парижі. Коли його натуралізацію відклали, він приєднався до Іноземного легіону і опинився в Індокитаї. Після закінчення офіцерської школи був відправлений до Алжиру в чині лейтенанта. Після виходу у відставку в чині майора став головним касиром банку «Креді Агріколь»; Помер у 2010 році в Драгіньяні.
Син Гольдшмідта Дідьє Гольдшмідт (1959—2025) був сценаристом і режисером.

### Дитинство і юність на еміграції
Юрґен-Артур і Еріх Ґольдшмідт спочатку були доставлені до Флоренції кур'єром, де Юрґен-Артур знайшов притулок у Пауля Бінсвангера. У березні 1939 року братам знову довелося тікати від нацистських поплічників. Ризикуючи життям, вони дісталися французького регіону Савойя, де Жоржа-Артюра помістили в школу-інтернат поблизу Ансі. Пізніше він розповів про пережите там насильство, яке надовго травмувало і вплинуло на нього, у своєму оповіданні Die Absonderung (1991) та в багатьох інших творах. Під час німецької окупації Савойї (1943—1944) його переховували гірські селяни, що врятувало його від депортації. Перші роки після звільнення Жорж-Артюр Гольдшмідт провів у єврейському притулку в Понтуазі поблизу Парижа.

### Життя у Франції вчителя, перекладача та письменника
У 1949 році отримав громадянство Франції та прийняв католицизм. Після закінчення середньої школи в 1948 році він почав вивчати німецьку мову в Сорбонні, склав іспит викладача французької мови в 1957 році і викладав у різних середніх школах Парижа та його околиць з того часу до свого виходу на пенсію в 1992 році.
У 1960-х роках Гольдшмідт почав активно працювати як письменник. Він почав писати для відомих журналів, частково у співпраці зі своєю дружиною Люсьєнн Джефрі, і згодом з'явилися його перші есе та романи французькою мовою. Окрім письменницької роботи, Гольдшмідт також зробив собі ім'я як літературний критик і перекладач. Автори та філософи, яких він перекладав, включають Фрідріха Ніцше, Вальтера Беньяміна, Франца Кафку, Адальберта Штіфтера, Йоганна Вольфганга Ґете, а також твори його друга, австрійця Петера Гандке, який, у свою чергу, переклав деякі твори Ґольдшмідта німецькою мовою.
Він є членом Академії Дармштадта з 1995 року. У 1997 році Ґольдшмідт отримав ступінь почесного доктора Університету Оснабрюка, нагорода, яка, згідно з Департаментом лінгвістики та літератури Університету Оснабрюка, призначена для визнання його прихильності як «унікального митця на межі двох культур і будівничого мостів» між Німеччиною та Францією. Про літературну творчість Гольдшмідта відомство також зазначає таке: «Жордж-Артюр Гольдшмідт зробив видимою історичну відповідальність Німеччини та злочин антисемітизму в його надзвичайних наслідках для людини. Його автобіографічна проза в шокуючий спосіб розкриває вимір внутрішньої небезпеки тих, хто потрапляє в колеса переслідувань».
У 2009 році йому запропонували стати почесним громадянином його рідного міста Райнбек. У 2022 році став співзасновником PEN Berlin.

## Думки про мову і переклад
Для Гольдшмідта французька мова є мовою hospitalité, (гостинності). Одна з причин, чому він знову переклав свої французькі тексти рідною німецькою мовою: «тому що не все можна було сказати з жахом того часу, тому що німецька мова говорить про щось зовсім інше, і нею так чудово розмовляли такі люди, як Ганс або Софі Шолль […]. Через мову захисту до мене повернулася моя рідна мова, збережена, ніби не поранена і не понівечена, ніби не зачеплена лексикою вбивства, те, що залишилося для мене — це мова Йозефа Айхендорфа або Гайнріха Гайне»;
Нарешті, переклад як культурне посередництво у значенні hospitalité означає демонстрацію іншій людині своєї людяності: «Немає нічого неприємнішого, ніж розмова іноземною мовою, якої ти не розумієш, бо говоріння спонукає до розуміння, до олюднення іншої людини, бо я є людиною саме через розуміння, не знаків, а говоріння, і тільки люди говоріть».
Для Ґольдшмідта переклад відкриває, свідомо чи несвідомо, момент розуміння власної ідентичності. Ґольдшмідт відчуває просторову напругу між своїми ідентичністями: «Чим глибше ти заглиблюєшся в мову, тим більше ти стаєш нею одержимий і тим більше тобі потрібна інша мова, щоб триматися на відстані».
І він переживає цю напругу як позитивний, збагачувальний момент, який запобіг йому скотитися до німецької мови нацистів.

## Нагороди
- 1991: SWR Best List Award
- 1991: Премія з німецької мови
- 1991: Премія Ганса і Софі Шолль (за «Виокремлення»)
- 1993: Літературна премія міста Бремен
- 1994: Ліманічна премія перекладу
- 1996: Премія інтимного письма
- 1997: Почесний доктор Оснабрюкського університету
- 1999: Премія Людвіга Берне
- 2001: Премія Неллі Сакс міста Дортмунда
- 2002: Медаль Гете
- з 2004 року існує «Програма Жоржа Артюра Ґольдшмідта», навчальна програма для молодих перекладачів літератури, організована Франкфуртським книжковим ярмарком, Франко-німецьким молодіжним бюро, Міжнародним бюро Франції та Швейцарським культурним фондом Pro Helvetia, носить його ім'я. Гольдшмідт — меценат.[5]
- 2004: Prix France Culture (для Le Poing dans la bouche)
- 2005: Премія Йозефа Брайтбаха
- 2007: Ерлангенська літературна премія за поезію в перекладі
- 2013: Премія Берлінської академії
- 2015: Культурна премія імені Зигмунда Фрейда
- 2017: Почесний доктор Бернського університету
- 2021: Номінація на Німецьку книжкову премію (лонг-лист) із «Заблокованим шляхом».

## Твори